# 六本木敏
六本木 敏（ろっぽんぎ さとし、1930年5月1日 - 2005年9月12日）は、昭和から平成時代の労働運動家。国鉄分割民営化時の国鉄労働組合中央執行委員長。

## 経歴
宮城県仙台市生まれ。1945年3月国民学校高等科卒業。同年12月付で陸軍少年飛行兵学校に入校することになり、それまでの腰かけのつもりで国鉄に入社、福島検車区（のち福島客車区）に配属。1946年5月仙台鉄道教習所普通部（のち中等部）に入校。同年7月日本青年共産同盟（青共）に加盟。1946年3月仙台鉄道教習所中等部卒業、盛岡車掌区に配属。1950年共産党分裂の影響で組織が崩壊したため、青共を離脱。同年国労盛岡車掌区分会青年部長となり、組合活動に入る。1953年国労盛岡支部書記長に選ばれ、専従となる。1954年左派社会党に入党。1955年国労盛岡地本執行委員。1959年国労東北地方評議会常任評議員。1960年同書記長。1961年国労東北本部書記長。1967年国労盛岡地本書記長。1969年国労盛岡支部執行委員長。1973年7月国労中央執行委員。企画担当中執、業務部長、教宣部長、組織部長などを歴任。1986年10月の国労第50回臨時大会（修善寺大会）で山崎執行部（社会党主流派+太田派連合）が提案した「労使共同宣言」締結が否決されたため山崎執行部が総辞職し、国鉄分割民営化反対の六本木新執行部（向坂協会派+革同連合）が誕生した。六本木自身は社会党員だが無派閥で、大会の2日前に協会派の中執から委員長になるよう頼まれたという。1987年9月の国労第51回全国大会で委員長を退任。1988年財団法人国労教育センター理事長。同年6月「非核の政府を求める会」常任世話人。2003年「国労5・27臨大闘争弾圧を許さない会」呼びかけ発起人。

## 著書
- 『人として生きる――国鉄労働組合中央執行委員長339日の闘い』（教育史料出版会、1988年6月）
- 『対談集 敵よりも一日ながく――総評解散と国鉄労働運動』（鎌倉孝夫、村上寛治、中野洋、佐藤芳夫、高島喜久男共著、社会評論社、1988年12月）